# Oak Harbor (Ohio)
Oak Harbor is een plaats (village) in de Amerikaanse staat Ohio, en valt bestuurlijk gezien onder Ottawa County.

## Demografie
Bij de volkstelling in 2000 werd het aantal inwoners vastgesteld op 2841.
In 2006 is het aantal inwoners door het United States Census Bureau geschat op 2819, een daling van 22 (-0.8%).

## Geografie
Volgens het United States Census Bureau beslaat de plaats een oppervlakte van
3,8 km², waarvan 3,4 km² land en 0,4 km² water. Oak Harbor ligt op ongeveer 180 m boven zeeniveau.

## Plaatsen in de nabije omgeving
De onderstaande figuur toont nabijgelegen plaatsen in een straal van 20 km rond Oak Harbor.